# دين ريان
دين ريان (بالإنجليزية: Dean Ryan)‏ هو لاعب اتحاد الرغبي بريطاني، ولد في 22 يونيو 1966 في Tuxford ‏ في المملكة المتحدة.